# Rajskie
Rajskie est une localité polonaise de la gmina de Solina, située dans le powiat de Lesko en voïvodie des Basses-Carpates.